# سكوت غوثري
سكوت غوثري (بالإنجليزية: Scott Guthrie)‏ هو عالم حاسوب ومبرمج أمريكي، ولد في 6 فبراير 1975.

## وصلات خارجية
- الموقع الرسمي